# Pectinia
A Pectinia a virágállatok (Anthozoa) osztályának a kőkorallok (Scleractinia) rendjébe, ezen belül a Merulinidae családjába tartozó nem.
Családjának a típusneme.

## Tudnivalók
A Pectinia-fajok telepei levélszerű élekben vagy ágasan vannak elrendeződve. A vékony nyúlványok között, sekély mélyedések vannak. A polipok kizárólag éjszaka tevékenyek.

## Rendszerezés
A nembe az alábbi 9 faj tartozik:
- Pectinia africana Veron, 2000
- Pectinia alcicornis (Saville-Kent, 1871)
- Pectinia crassa Ditlev, 2003
- Pectinia elongata (Rehberg, 1892)
- Pectinia lactuca (Pallas, 1766) - típusfaj
- Pectinia maxima (Moll & Best, 1984)
- Pectinia paeonia (Dana, 1846)
- Pectinia pygmaea Veron, 2000
- Pectinia teres Nemenzo & Montecillo, 1981

Az alábbi 3 taxon, csak nomen dubium, azaz „kétséges név” szinten szerepel:
- Pectinia diversa Nemenzo & Montecillo, 1981
- Pectinia pectinata Oken, 1815
- Pectinia plicata Nemenzo, 1959

## Képek

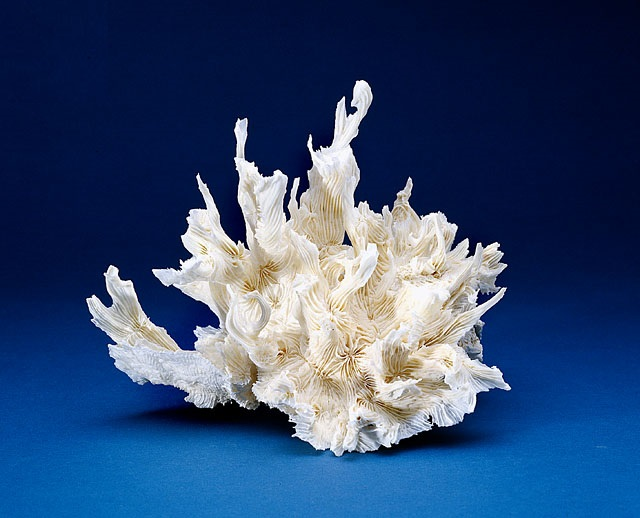
Pectinia alcicornis
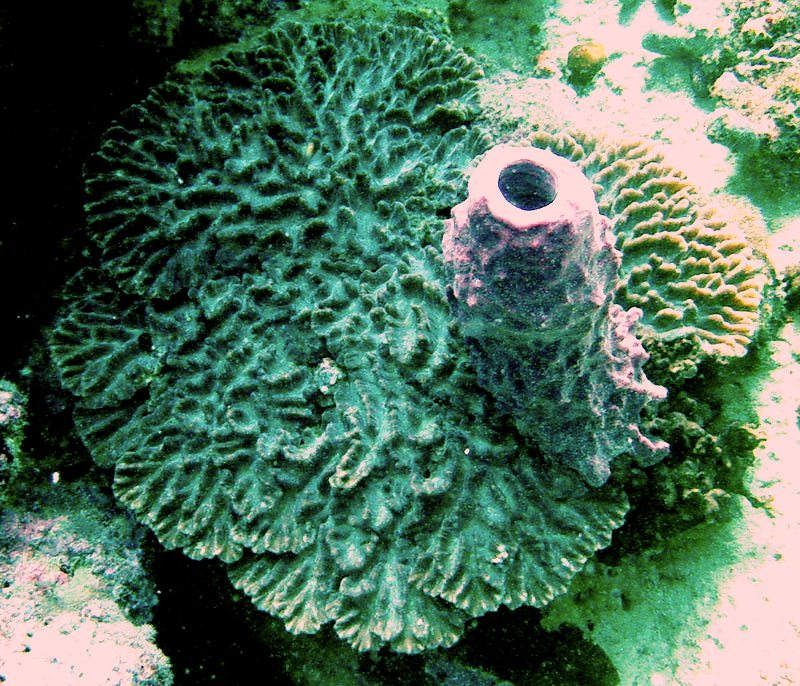
Pectinia lactuca
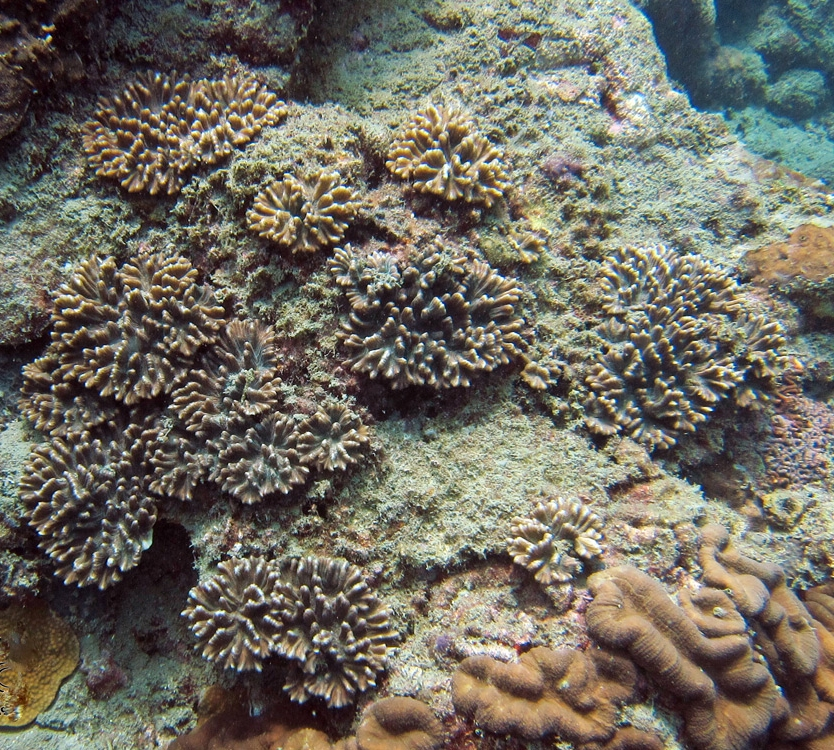
Pectinia lactuca
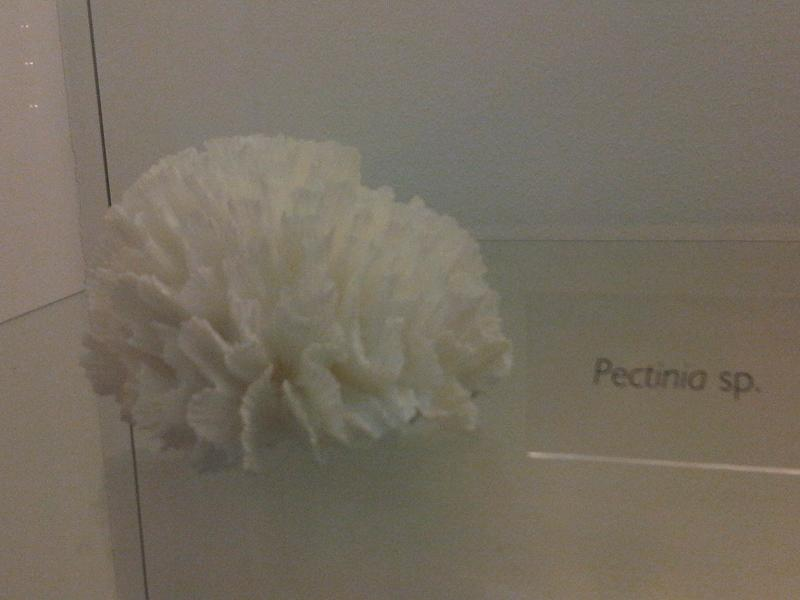
Pectinia-faj a londoni Természettudományi Múzeumban